# Radotiná
Radotiná (místně i Radotín nebo Klieštinský potok) je krátký potok na Horním Pováží, v okrese Považská Bystrica. Je to pravostranný přítok Marikovského potoka s délkou 3,5 km, je tokem IV. řádu.
Pramení v jižní části Javorníků, v podcelku Nízké Javorníky, v části Javornícka brázda, v oblasti Ohrebielka, východně od kóty 638,9 m v nadmořské výšce přibližně 520 m n. m. Od pramene teče na krátkých úsecích zprvu na severovýchod, pak na východ, následně na jihovýchod. Dále pokračuje na východ, protéká intravilánem obce Klieština, kde zleva přibírá přítok pramenící jihozápadně od osady Strážisko a zprava přítok z lokality Ohrebielko. Na východním okraji obce, v části Richtárovce přibírá pravostranný přítok ze severozápadního svahu Budišova (540,1 m n. m.), za obcí se výrazně esovitě stáčí, teče nejprve na sever a nakonec na východ, přičemž protéká okrajem obce Hatné. Zde ústí v nadmořské výšce cca 317 metrů do Marikovského potoka.